# Fiore azzurro
Il fiore blu (in tedesco Blaue Blume) è un simbolo centrale di ispirazione, introdotto da Novalis nel suo incompleto romanzo di formazione Heinrich von Ofterdingen, dove il giovane protagonista sogna un fiore blu che lo chiama e assorbe la sua attenzione. Rappresenta il desiderio, l'amore e lo sforzo metafisico di accostarsi all'infinito e all'irraggiungibile.